# Mike Porcaro
Mike Porcaro (Hartford, 29 mei 1955 – Los Angeles, 15 maart 2015) was een basgitarist. Hij is het meest bekend als de bassist van de  Amerikaanse rockband Toto.
Zijn vader is Joe Porcaro, een bekende percussionist en hij had twee broers: drummer Jeff Porcaro en toetsenist Steve Porcaro.
Mike Porcaro had al een behoorlijk lang leven in de muziek achter zich toen hij zich in Toto nestelde. Een aantal albums waar hij aan meewerkte waren:
- Seals & Crofts – Castles in the sand
- Lee Ritenour – Captain Fingers
- Sparks – Introducing Sparks
- Grease: The original soundtrack from the motion picture
- Randy Edelman – You're the one
- America – View from the ground.

Hij is er dan ook nog niet bij als 3/5 van de eerste samenstelling van Toto (Steve Lukather en Bobby Kimball deden niet mee)  met Boz Scaggs Silk degrees opnam. Mike zou wel later een rolletje spelen in de videoclip Jojo van Scaggs voor promotie van het album Middle man waarop wederom Toto een groot deel van de begeleiding op zich nam.
Mikes naam duikt voor het eerst bij een Toto-album op bij hun succesvolle Toto IV-album. Hij bespeelde de cello op Good for you. De vaste bassist David Hungate gaf na de opname van dat album aan zich weer meer te willen richten op zijn studiowerk en zijn gezin. Mike Porcaro nam zijn plaats in. Die plaats stond hij niet meer af tot 2007. Toto toerde toen en Mike Porcaro kon door symptomen van amyotrofe laterale sclerose (ALS) niet meer verder spelen. Hij werd vervangen door Leland Sklar (o.a. Phil Collins). Na de toer viel Toto tijdelijk uiteen. In 2010 en 2011 kwam de band weer bij elkaar om geld bijeen te brengen voor een verdere behandeling/ondersteuning van Mike Porcaro. Sklar werd toen ingeruild voor Nathan East. Vanaf dan volgen alleen nog berichten dat de situatie rondom Mike Porcaro langzaam verslechterde. In maart 2015 kwam het bericht dat Mike Porcaro in Los Angeles was overleden. 
Het enige muziekalbum dat zijn naam draagt kreeg als titel mee Brotherly love en verscheen in 2011. Ook op dat album is een aantal Totoleden te horen. Hij overleed op 59-jarige leeftijd en werd begraven op de Forest Lawn Memorial Park in Hollywood Hills, waar zijn broer Jeff ook ligt.
- Bibsys: 58506
- Bibliothèque nationale de France: cb142170139 (data)
- Gemeinsame Normdatei: 134487346
- International Standard Name Identifier: 0000 0000 5809 6069
- MusicBrainz: 8fa2813e-0d37-46f2-9431-89e06c89be6b
- Virtual International Authority File: 79642767